# 铁西街道 (双鸭山市)
铁西街道，是中华人民共和国黑龙江省双鸭山市尖山区下辖的一个乡镇级行政单位。

## 行政区划
铁西街道下辖以下地区：
河西社区、鸿苑社区、社保社区、铁路社区、豫园社区、盛苑社区、银苑社区、长虹社区和民生社区。